# Societas pro Fauna et Flora Fennica
Die Societas pro Fauna et Flora Fennica ist die älteste wissenschaftliche Gesellschaft in Finnland. Sie wurde 1821 gegründet. Ihr Sitz war zunächst in Turku, unter Leitung von Carl Reinhold Sahlberg. 1829 wurde sie nach Helsinki verlegt. Die zoologische und botanische Gesellschaft fördert die Kenntnis der finnischen Flora und Fauna durch Treffen, Ausflüge und Symposien. Jedes Jahr vergibt die Gesellschaft Stipendien zur Unterstützung von Forschungsaktivitäten. Zu den Publikationen der Gesellschaft zählt die wissenschaftliche Zeitschrift Memoranda Societatis pro Fauna et Flora Fennica.